# Cshuncshon állomás
Cshuncshon (Chuncheon) állomás a szöuli metró Kjongcshun (Gyeongchun) vonalának állomása. 1939-ben hagyományos vasútállomásként épült, a metróvonalnak 2010 óta végállomása.

## Viszonylatok
| Kjongcshun (Gyeongchun) vonal                                 | Kjongcshun (Gyeongchun) vonal | Kjongcshun (Gyeongchun) vonal |
| ------------------------------------------------------------- | ----------------------------- | ----------------------------- |
| Namcshuncshon (Namchuncheon) Kvangun (Kwangwoon) Egyetem felé | Kjongcshun (Gyeongchun) vonal | végállomás                    |
| ITX                                                           |                               |                               |
| Namcshuncshon (Namchuncheon) Jongszan (Yongsan) felé          | Kjongcshun (Gyeongchun) vonal | végállomás                    |